# Ејдријан Кинг
Ејдријан Кинг (енгл. Adrienne King; Њујорк, 21. јул 1960) је глумица, плесачица и сликар. Она је позната по улози Алис Харди у хорор филму Петак тринаести.